# 田纳西州议会大厦
田纳西州议会大厦位于田纳西州纳什维尔，是田纳西州议会及州长办公室的所在地，是一处国家历史地标。这是一座希腊复兴建筑，由费城建筑师威廉·斯特里克兰设计，建于1845年到1859年。它是美国没有圆顶的11座州议会大厦之一（连同特拉华州议会大厦，夏威夷州议会大厦，路易斯安那州议会大厦，新墨西哥州议会大厦，纽约州议会大厦，北达科他州议会大厦，俄亥俄州议会大厦，俄勒冈州议会大厦，阿拉斯加州议会大厦和弗吉尼亚州议会大厦）。